# Billecul
Billecul ist eine französische Gemeinde im Département Jura in der Region Bourgogne-Franche-Comté.

## Geographie
Billecul liegt auf 837 m, etwa elf Kilometer östlich der Stadt Champagnole (Luftlinie). Das Bauerndorf erstreckt sich im Jura, auf der Hochfläche südlich des Val de Mièges und östlich der Quelle des Ain.
Die Fläche des 4,41 km² großen Gemeindegebiets umfasst einen Abschnitt des französischen Juras. Das gesamte Gebiet wird von der Hochfläche von Billecul eingenommen, die durchschnittlich auf 860 m liegt. Sie steigt gegen Süden allmählich an, weist nur sehr geringe Reliefunterschiede auf und ist hauptsächlich von Wies- und Weideland bedeckt. Auf einer Kuppe bei der Flur Le Mariage wird mit 926 m die höchste Erhebung von Billecul erreicht. Im Westen des Gemeindeareals befindet sich das Trockental La Grande Combe. Die Hochfläche besitzt keine oberirdischen Fließgewässer, weil das Niederschlagswasser im verkarsteten Untergrund versickert.
Nachbargemeinden von Billecul sind Rix im Norden, Fraroz im Osten, Arsure-Arsurette im Süden sowie La Favière im Westen.

## Geschichte
Im Mittelalter gehörte Billecul zur Herrschaft Nozeroy. Im 17. Jahrhundert hatte die Bevölkerung unter mehreren Pestepidemien zu leiden. Zusammen mit der Franche-Comté gelangte das Dorf mit dem Frieden von Nimwegen 1678 an Frankreich.

## Bevölkerung
| Jahr                       | 1962 | 1968 | 1975 | 1982 | 1990 | 1999 | 2007 | 2018 |
| Einwohner                  | 77   | 64   | 68   | 61   | 44   | 32   | 30   | 47   |
| Quellen: Cassini und INSEE |      |      |      |      |      |      |      |      |

Mit 56 Einwohnern (Stand 1. Januar 2022) gehört Billecul zu den kleinsten Gemeinden des Départements Jura. In der ersten Hälfte des 20. Jahrhunderts hatte die Einwohnerzahl deutlich abgenommen. Auch bis in die jüngste Zeit wurde ein weiterer kontinuierlicher Rückgang verzeichnet.

## Wirtschaft und Infrastruktur
Billecul war bis weit ins 20. Jahrhundert hinein ein vorwiegend durch die Landwirtschaft, insbesondere Milchwirtschaft und Viehzucht geprägtes Dorf. Noch heute leben die Bewohner zur Hauptsache von der Tätigkeit im ersten Sektor. Außerhalb des primären Sektors gibt es keine Arbeitsplätze im Dorf. Einige Erwerbstätige sind auch Wegpendler, die in den umliegenden größeren Ortschaften ihrer Arbeit nachgehen.
Die Ortschaft liegt abseits der größeren Durchgangsstraßen nahe einer Departementsstraße, die von Nozeroy nach Arsure-Arsurette führt. Weitere Straßenverbindungen bestehen mit La Favière und Fraroz.